# Wilhelm Valentiner (Mediziner)
Wilhelm Valentiner (* 9. Februar 1830 in Neustadt in Holstein; † 2. Februar 1893 in Wiesbaden) war ein deutscher Badearzt und Hochschullehrer.

## Leben
Wilhelm Valentiner stammte aus einer ursprünglich Flensburger Familie, die im 18. und 19. Jahrhundert zahlreiche schleswig-holsteinische Pastoren, Ärzte und Juristen hervorbrachte. Er war ein Sohn des gleichnamigen Advokaten Wilhelm Valentiner († 1864) und seiner Frau Charlotte geb. Schütze. Friedrich Peter Valentiner und Georg Theodor Valentiner waren Brüder seines Vaters. Er besuchte die Schule in Neustadt; von 1846 bis 1848 war er in Altona. Nachdem er ein Studium der Chemie begonnen hatte, zog er als Freiwilliger der Schleswig-Holsteinischen Armee in den ersten Schleswig-Holsteinischen Krieg und wurde am 8. August 1850 verwundet. Bis 1851 war er in Lazaretten in Rendsburg und Kiel.
Nach seiner Genesung studierte er ab Herbst 1851 Humanmedizin an der Universität Göttingen; 1853 wechselte er an die Universität Breslau, wo er 1855 mit einer Untersuchung über das Vorkommen und die Bedeutung des Cholesterins im tierischen Organismus zum Dr. med. et chir. promoviert wurde. Besonders widmete er sich der medizinischen Chemie; unter anderem erforschte er die Wirkung des Alkoholgenusses auf die Gewebe des Körpers als Assistent von Friedrich Theodor von Frerichs. 1859 ging er mit Frerichs an die Universität Berlin; 1860 habilitierte er sich als Privatdozent mit dem Spezialgebiet der Balneologie und Balneotherapie.
Sein Hauptwirkungsgebiet war als Brunnenarzt in Ober Salzbrunn in Schlesien (heute Szczawno-Zdrój). In den 1870er Jahren unterhielt er im Winter eine Praxis in Rom in der Via Sistina 46 neben der Casa Buti. Der in Ober Salzbrunn geborene Gerhart Hauptmann charakterisierte ihn als „Typus des Bonvivant“, der zu seiner Zeit schon „verschollen“ gewesen sei: „Er machte im Winter als Schiffsarzt Weltreisen und war bei den Damen allbeliebt.“

## Auszeichnungen
- Titel Geheimer Sanitätsrat

## Schriften
- De cholestearini organismi animalis praesentia atque dignitate. Breslau 1855.
- Die chemische Diagnose in Krankheiten. Für Aerzte. Berlin 1860 (2. vielfach veränderte Auflage mit 33 eingedruckten Holzschnitten, Berlin 1863).
- Der Curort Ober-Salzbrunn in Schlesien, geschildert für Curgäste. Berlin 1865, 2. Aufl. 1877.
- Untersuchungen zur Pathologie und pathologischen Statistik der Krankheiten der Bespirationsorgane. Berlin 1867.
- Die Heilung der Lungen-Krankheiten chronischen Verlaufes zu Ober-Salzbrunn in Schlesien: Ein Beitrag zur … Gesundheitslehre. Grass, Barth u. Comp., Breslau 1869.
- (Beiträger in): Handbuch der allgemeinen und speciellen Balneotherapie. Berlin 1873.
- Die Kronenquelle zu Ober-Salzbrunn und ihre wissenschaftliche Vertretung: Reclame oder Studium? Ein offenes Schreiben an Dr. Gscheidlen. Kreidel, Wiesbaden 1884.